# Universal Transversa de Mercator

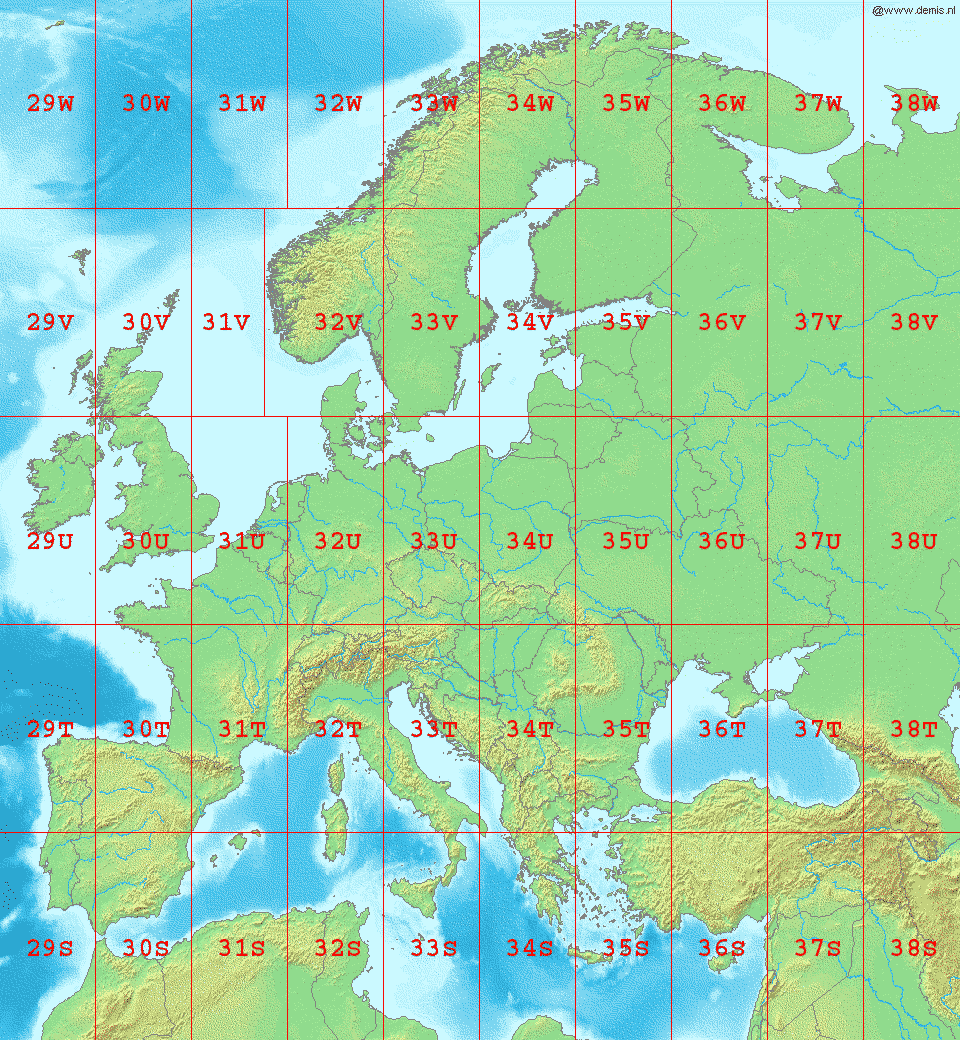
Zonas UTM da Europa

Universal Transversa de Mercator (UTM) utiliza um sistema de coordenadas cartesianas bidimensional para dar localizações na superfície da Terra. É uma representação de posição horizontal, isto é, é utilizada para identificar os locais na Terra independentemente da posição vertical, mas difere do método tradicional de latitude e longitude, em vários aspectos.
O sistema UTM não é uma simples projeção de mapa. Em vez disso, ele divide a Terra em sessenta zonas, cada uma banda de seis graus de longitude e utiliza uma projeção de mercator transversa secante em cada zona.
A projeção de Mercator utiliza o desenvolvimento do cilindro. Foi concebida pelo cartógrafo belga Gerhard Kremer (1512-1594), mais conhecido pelo seu nome latinizado Mercator.
O Sistema Universal Transverso de Mercator (UTM) é baseado na projeção cilíndrica transversa proposta nos Estados Unidos em 1950 com o objetivo de abranger todas as longitudes.
As duas principais diferenças entre a projeção de Mercator e o sistema UTM é que, no primeiro, o cilindro é paralelo ao eixo de rotação da Terra esférica, enquanto que, no segundo, o cilindro é perpendicular ao eixo de rotação da Terra elipsoidal.
O sistema UTM resulta na composição de 60 fusos distintos que representam a superfície da Terra. Cada fuso tem a amplitude de 6º de longitude.
Em latitudes o sistema é limitado pelos paralelos 84
º N e 80º S, onde as deformações ainda não são significativas. Para latitudes maiores, é utilizada a projeção Estereográfica Polar Universal (sigla em inglês UPS, de Universal Polar Stereographic). Em muitos aparelhos receptores de sinal do Sistema de Posicionamento Global consta a opção de coordenadas UTM/UPS.

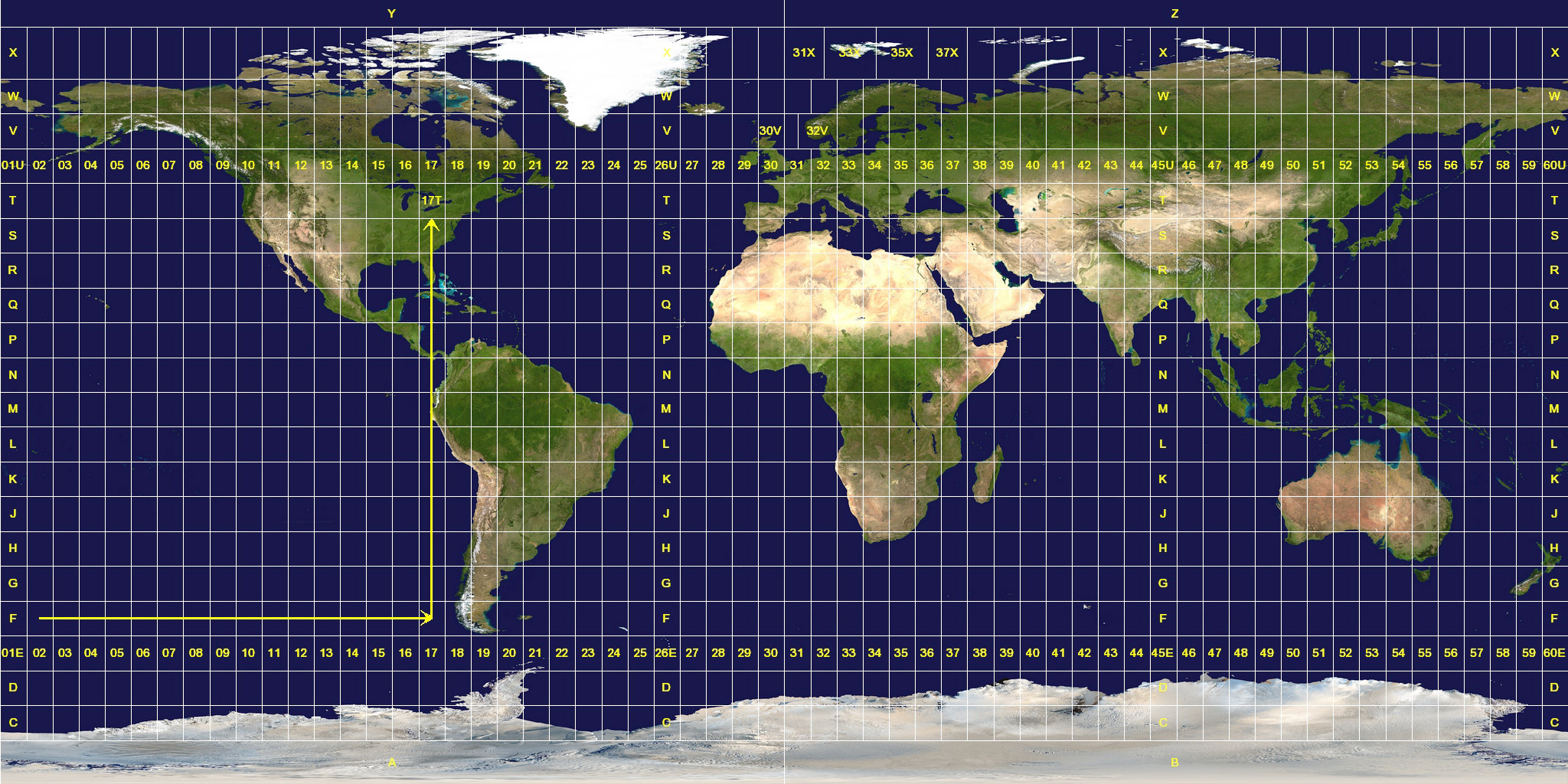
Fusos e zonas da projeção UTM.